# Fidia humeralis
Fidia humeralis är en skalbaggsart som beskrevs av Lefèvre 1877. Fidia humeralis ingår i släktet Fidia och familjen bladbaggar. Inga underarter finns listade i Catalogue of Life.